# Lee Miller
Pour les articles homonymes, voir Lee Miller (football) et Miller.
Lee Miller, de son vrai nom Elizabeth Miller, née le 23 avril 1907 à Poughkeepsie dans l'État de New York aux États-Unis et morte le 21 juillet 1977 à Chiddingly dans le Sussex de l'Est au Royaume-Uni, est une photographe et reporter américaine, égérie du surréalisme.

## Biographie

### Famille et jeunesse
Née dans une famille protestante, privilégiée et cultivée aux opinions progressistes, Elizabeth Miller est élevée à égalité avec ses frères. Son père est ingénieur et photographe amateur ; à l'adolescence, elle est photographiée nue par ce dernier. Elle est marquée par un viol subi à sept ans et par une maladie sexuellement transmissible qui s'ensuit,,. Autre drame : alors qu'elle est adolescente, son petit ami se noie devant elle lors d'une promenade en barque,.

### Études et débuts de mannequin
Elle entreprend en 1925 des études de théâtre et d'arts plastiques à l'École nationale supérieure des beaux-arts de Paris, puis à New York à partir de 1927. Dans cette ville, elle est repérée par hasard par Condé Nast (en), le fondateur du magazine Vogue, dont elle ne tarde pas à faire la couverture, dès le mois de mars ; elle pose alors pour les photographes de mode de Vogue tels Edward Steichen ou George Hoyningen-Huene.

### Rencontre avec Man Ray
En 1929, Lee Miller quitte l'Amérique pour Paris et fait la connaissance de Man Ray, de dix-sept ans son aîné, dont elle devient à la fois la muse, la maîtresse et l'assistante. En parallèle, elle poursuit sa carrière dans le mannequinat. Elle crée en 1930 son propre studio photographique. Lee Miller reprend notamment des commandes du monde de la mode que Man Ray n'est plus en mesure d'honorer. Ainsi, à cette époque, des images signées Man Ray sont en fait l’œuvre de Lee Miller. Avec Man Ray, elle redécouvre la technique photographique de la solarisation,. 

Lee Miller participe au mouvement surréaliste en produisant des images pleines d'esprit et d'humour. À cette époque, Lee Miller se lie d'amitié avec Paul Éluard, Pablo Picasso et Jean Cocteau. Ainsi elle interprète le rôle de la statue dans le film de Jean Cocteau Le Sang d'un poète. Dotée d'un physique exceptionnel, elle déclare néanmoins : 

« J’étais très belle. Je ressemblais à un ange mais, à l’intérieur, j’étais un démon. »

### New York
En raison de la jalousie possessive de Man Ray, Lee Miller le quitte ; la rupture est violente et elle repart à New York en 1932 où elle ouvre son propre studio, assistée d'Erik, le plus jeune de ses deux frères,. La galerie Julien Levy organise sa première exposition personnelle.[réf. nécessaire]
Deux années plus tard, elle épouse Aziz Eloui Bey, un riche homme d'affaires égyptien, et ils s'installent au Caire. Elle photographie alors le désert et des sites archéologiques, et produit une photo connue, Portrait of Space. La vie au Caire la lasse et ses amis surréalistes lui manquent : elle repart pour Paris durant l'été 1937. À cette époque, elle photographie Pablo Picasso en Minotaure et il la peint en Arlésienne ; elle devient un modèle pour Picasso qui réalise d'autres nombreux portraits d'elle.
Lors de ce voyage en France, elle fait la connaissance de l'écrivain surréaliste britannique Roland Penrose. « Penrose avait séduit Lee en Cornouailles et à Mougins en 1937, l'avait poursuivie à travers les Balkans en 1938, conquise en 1939 avec « The Road is Wider Than Long » en Égypte, enlevée et ramenée à Londres via Antibes au début de la guerre. »

### Correspondante de guerre pourVogue

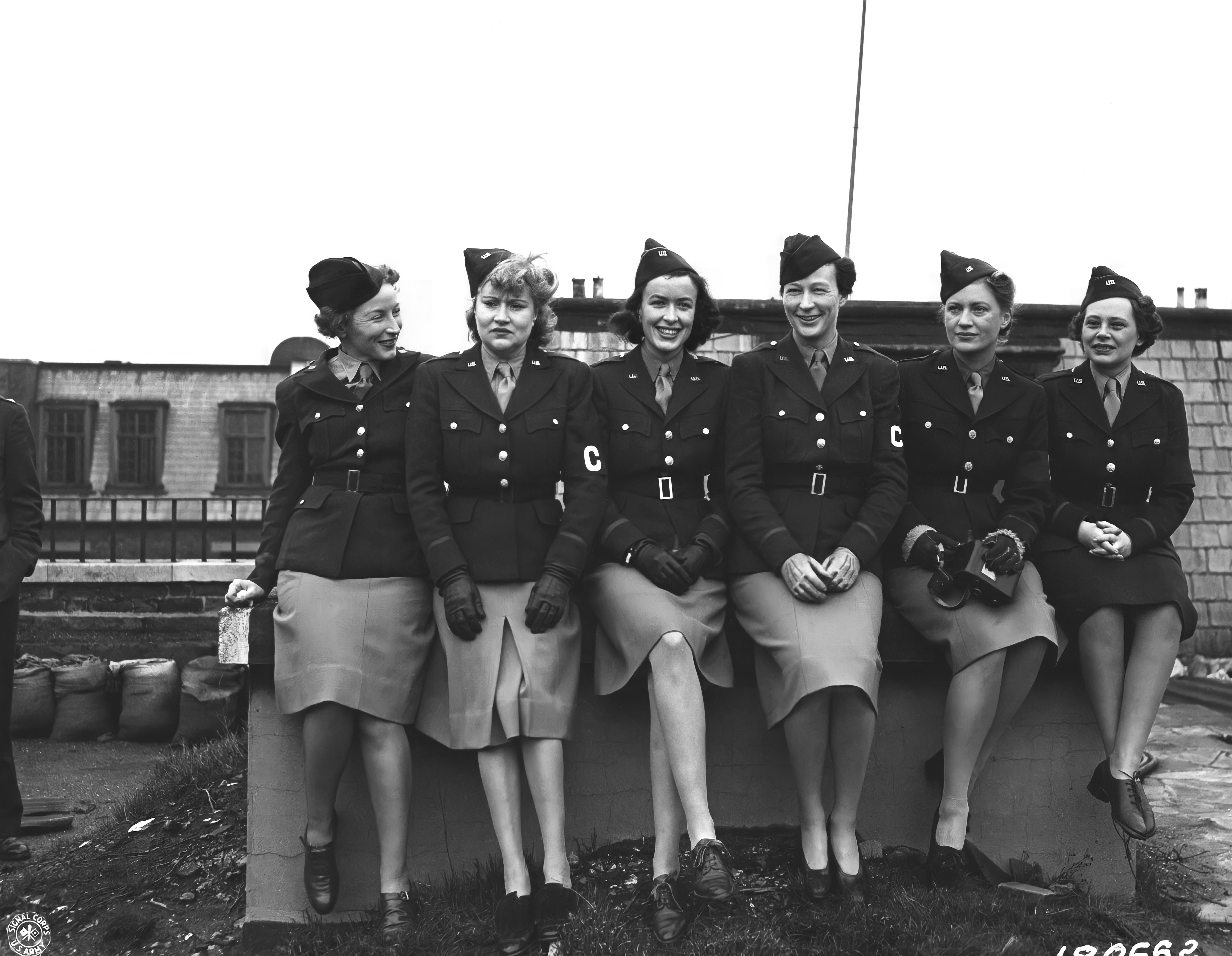
L’équipe des correspondantes de guerre. Lee Miller est l’avant dernière sur la droite.

En 1940, Lee Miller vit avec Roland Penrose. Elle travaille à Londres pour le British Vogue, fournissant photos de mode et de multiples portraits. Dès 1942, elle est accréditée par l'US Army et prend des images du Blitz.
Durant l'été 1944, elle devient correspondante de guerre dans l'armée américaine sur les terrains de guerre. Mandatée par Audrey Withers, ses comptes-rendus et photographies sont publiés dans le magazine américain et dans son édition britannique,. De 1944 à 1946, en équipe avec David Sherman, photographe du magazine Life mais également son amant de guerre, elle suit la 83e division depuis le débarquement en France (en août 1944 elle est à Saint-Malo pendant le siège et la libération de la ville, puis elle rejoint Paris et photographie ses amis artistes, début 1945 à Colmar), un périple qui va la mener jusqu'en Roumanie, en passant par l'Allemagne, l'Autriche ou la Hongrie.
Lee Miller témoigne, par l'image, ainsi qu'avec le texte puisqu'elle commente ses photographies, de la vie quotidienne des soldats. Après être passée par les Pays-Bas, elle découvre en avril 1945 les camps de concentration de Buchenwald et de Dachau. Ses photographies, dont celle de deux soldats ouvrant en pleine clarté la porte d’un wagon rempli de cadavres entassés, sont les premières à révéler l'horreur des camps. Il lui faudra écrire à Vogue et certifier que les clichés sont authentiques, pour que le magazine les publie deux mois plus tard : « Je vous supplie de croire que c'est vrai » est-elle obligée d'indiquer à la rédaction du magazine ; l'article de Vogue portera d'ailleurs le titre de « BELIEVE IT » avec sept pages rien que pour ses photos. « Nous avons hésité longtemps et nous nous sommes concertés pour décider si nous devions ou non publier » précisera bien plus tard Edna Woolman Chase, alors rédactrice en chef.
Elle arrive à Munich et s'installe pendant quelques jours avec David E. Scherman, correspondant de Life, dans l'appartement privé d'Hitler au 16, Prinzregentenplatz. Le jour même de leur arrivée dans les lieux, le 30 avril 1945, le Führer se suicide dans son bunker à Berlin. Durant leur séjour, Scherman prendra d'elle l'une de ses plus célèbres photos, un bain — nue et relativement pudique — dans la baignoire personnelle du dictateur, un portrait de ce dernier à ses côtés,. 
Elle assiste à l'incendie du Berghof et ne rentre pas chez elle à la fin de la guerre : l'association de somnifère, d'alcool et d'amphétamine la pousse dans l'errance en Europe centrale (Autriche, Hongrie) jusqu'en janvier 1946, photographiant la dévastation. Elle retourne à Londres.

### Max Ernst et Picasso
Minée par un passé d’abus sexuel et un syndrome post-traumatique, elle sombre dans l’alcool et la dépression,.
En 1946, avec Roland Penrose, elle rend visite à Max Ernst et son épouse, l'artiste Dorothea Tanning, en Arizona. Penrose et Miller se marient l'année suivante, en Angleterre, et ont un fils, Anthony, en 1947. En 1949, ils s'installent à Farley Farm House (en), dans le Sussex en Angleterre. 
Après la naissance de son fils, elle pratique son métier de photographe par « intermittence ». De 1948 à 1973, elle poursuit son travail pour Vogue et ses photos illustrent les ouvrages de Penrose, Picasso ou Antoni Tàpies. Elle s'intéresse également à la gastronomie, remportant des concours culinaires.

### Décès
Lee Miller meurt chez elle d'un cancer des poumons à Chiddingly le 21 juillet 1977 à l’âge de 70 ans.

## Postérité
Lee Miller laisse, après sa mort, 60 000 photographies dans des cartons entreposés à Chiddingly. Son œuvre photographique et journalistique est redécouverte dans les années 1990 et ses archives sont inventoriées.
Son fils, Anthony Penrose, a fondé les archives Lee Miller dans le Sussex et a publié plusieurs livres sur la vie et l'œuvre de sa mère, dont :
- Lee Miller, Anthony Penrose (préfacier), Lee Miller. Saint-Malo assiégée, Vanves : Hazan, 2024  (ISBN 978-2-75411386-1).

## Filmographie

### Actrice
- 1930 : Autoportrait ou Ce qui manque à nous tous (court métrage) de Man Ray : la femme
- 1932 : Le Sang d'un poète de Jean Cocteau : la statue

### Sur Lee Miller
- Lee Miller (2023), réalisé par Ellen Kuras, film basé sur sa vie. Son personnage est joué par Kate Winslet[6].

## Expositions
- 15 septembre 2007 - 6 janvier 2008 : The Art of Lee Miller, Victoria and Albert Museum, Londres[23].

puis 21 octobre 2008 - 4 janvier 2009 : L'art de Lee Miller, Galerie nationale du Jeu de paume, Paris.
- mars 2011 - octobre 2011 : Centre national de l'audiovisuel, Dudelange, Luxembourg.
- 8 mai - 16 août 2015 : Vienne, Albertina.
- 15 octobre 2015 - 24 avril 2016 : exposition sur le travail de Lee Miller durant la Seconde Guerre mondiale, Imperial War Museum, Londres.
- 8 mars - 31 décembre 2022 : Femmes photographes de guerre, Musée de la Libération de Paris - musée du Général Leclerc - musée Jean-Moulin, Paris[25].
- juillet - septembre 2022 : Lee Miller. Photographe professionnelle (1932-1945), Espace Van Gogh, Arles[6],[21].
- 31 mars - 10 septembre 2023 : Surréalisme au féminin ?, Musée de Montmartre, Paris.
- 18 juillet - 3 novembre 2024 : Lee Miller. Saint-Malo assiégée, 13-17 août 1944., chapelle de la Victoire, Saint-Malo[26].